# انفیلد تاون
انفیلد تاون (به انگلیسی: Enfield Town) نام یکی از ناحیه‌های بخش انفیلد در منطقه انفیلد لندن است که در محدوده شمالی لندن بزرگ واقع شده‌است. این ناحیه، در فاصلهٔ ۱۶٫۳ کیلومتری از مرکز لندن قرار دارد.